# HLA-B70

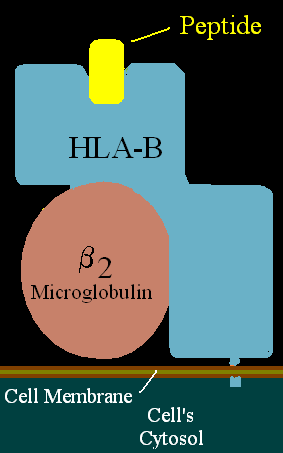

HLA-B70 هو نمط مصلي من مستضد الكريات البيضاء البشرية-ب.